# Rhynchodontodes amseli
Rhynchodontodes amseli là một loài bướm đêm trong họ Erebidae.